# 소칠기도
소칠기도(小七岐島)는 전라남도 완도군 금일읍에 있는 섬이다. 특정도서로 지정하여 관리되고 있다.

## 특정도서
소칠기도는 파식대 및 해식동 발달로 지형경관이 우수하고, 다양한 해안동물 서식하고 있으며, 국내 미기록종인 바다나리류가 발견되었으며, 조간대가 발달하고 해조류가 풍부하여 독도 등 도서지역의 생태계보전에 관한 특별법에 의거 특정도서로 지정되었다.
- 지정번호 : 제66호
- 면적 : 3,704m2
- 지번 : 전라남도 완도군 금일읍 장정리 산358